# Ardino (gmina)
Ardino (bułg. Община Ардино) – gmina w południowej Bułgarii, w obwodzie Kyrdżali.

## Miejscowości
Miejscowości wchodzące w skład gminy Ardino:
- Achrjansko (bułg.: Aхрянско),
- Ardino (bułg.: Aрдино) – stolica gminy,
- Awramowo (bułg.: Aврамово),
- Baszewo (bułg.: Башево),
- Bistrogled (bułg.: Бистроглед),
- Bjał izwor (bułg.: Бял извор),
- Bogatino (bułg.: Богатино),
- Borowica (bułg.: Боровица),
- Brezen (bułg.: Брезен),
- Chromica (bułg.: Хромица),
- Czernigowo (bułg.: Чернигово),
- Czerwena skała (bułg.: Червена скала),
- Czubrika (bułg.: Чубрика),
- Dedino (bułg.: Дедино),
- Djadowci (bułg.: Дядовци),
- Dojranci (bułg.: Дойранци),
- Dołno Prachowo (bułg.: Долно Прахово),
- Enjowcze (bułg.: Еньовче),
- Gławnik (bułg.: Главник),
- Gołobrad (bułg.: Голобрад),
- Gorno Prachowo (bułg.: Горно Прахово),
- Gyrbiszte (bułg.: Гърбище),
- Iskra (bułg.: Искра),
- Jabyłkowec (bułg.: Ябълковец),
- Kitnica (bułg.: Китница),
- Krojaczewo (bułg.: Кроячево),
- Leniszte (bułg.: Ленище),
- Lewci (bułg.: Левци),
- Lubino (bułg.: Любино),
- Łatinka (bułg.: Латинка),
- Mak (bułg.: Мак),
- Mleczino (bułg.: Млечино),
- Musewo (bułg.: Мусево),
- Padina (bułg.: Падина),
- Paspał (bułg.: Паспал),
- Pesnopoj (bułg.: Песнопой),
- Prawdolub (bułg.: Правдолюб),
- Ribarci (bułg.: Рибарци),
- Rodopsko (bułg.: Родопско),
- Rusałsko (bułg.: Русалско),
- Sedłarci (bułg.: Седларци),
- Sinczec (bułg.: Синчец),
- Społuka (bułg.: Сполука),
- Srynsko (bułg.: Срънско),
- Star Czitak (bułg.: Стар Читак),
- Stojanowo (bułg.: Стояново),
- Suchowo (bułg.: Сухово),
- Swetułka (bułg.: Светулка),
- Temenuga (bułg.: Теменуга),
- Tyrna (bułg.: Търна),
- Tyrnosliwka (bułg.: Търносливка),
- Żyłtusza (bułg.: Жълтуша).